# Ель-Мардж
Ель-Мардж (араб. المرج) - місто в муніципалітеті Ель-Мардж, Лівія. Населення - 54 436 чол.

## Клімат
Місто знаходиться у зоні, котра характеризується кліматом помірних степів та напівпустель. Найтепліший місяць — серпень із середньою температурою 25 °C (77 °F). Найхолодніший місяць — січень, із середньою температурою 11.4 °С (52.5 °F).
| Клімат Ель-Марджа       | Клімат Ель-Марджа | Клімат Ель-Марджа | Клімат Ель-Марджа | Клімат Ель-Марджа | Клімат Ель-Марджа | Клімат Ель-Марджа | Клімат Ель-Марджа | Клімат Ель-Марджа | Клімат Ель-Марджа | Клімат Ель-Марджа | Клімат Ель-Марджа | Клімат Ель-Марджа | Клімат Ель-Марджа |
| Показник                | Січ.              | Лют.              | Бер.              | Квіт.             | Трав.             | Черв.             | Лип.              | Серп.             | Вер.              | Жовт.             | Лист.             | Груд.             | Рік               |
| Середня температура, °C | 11,4              | 11,8              | 13,8              | 17,5              | 20,6              | 23,9              | 24,6              | 25                | 23,5              | 20,7              | 16,7              | 12,9              | 18,5              |
| Норма опадів, мм        | 88.2              | 59.6              | 41.8              | 15.7              | 5.3               | 1.3               | 0.5               | 0.9               | 6.8               | 35.7              | 46.1              | 84.8              | 386.7             |
| Днів з опадами          | 12,7              | 9,4               | 6,8               | 4                 | 2,9               | 0,5               | 0,3               | 0,3               | 1,4               | 4,1               | 6                 | 10,9              | 59,3              |
| Вологість повітря, %    | 65.2              | 63.2              | 61.5              | 59                | 57.2              | 54.7              | 55.4              | 57.3              | 59.4              | 61.9              | 64.1              | 64.8              | 60.3              |
| ----------------------- | ----------------- | ----------------- | ----------------- | ----------------- | ----------------- | ----------------- | ----------------- | ----------------- | ----------------- | ----------------- | ----------------- | ----------------- | ----------------- |
| Джерело: Weatherbase    |                   |                   |                   |                   |                   |                   |                   |                   |                   |                   |                   |                   |                   |

## Історія
У 7 столітті до н.е. на місці Ель-Мардж розташовувалися грецькі колонії Барс. Вони були захоплені персами в 512 році до н.е., потім були приєднані до Птолемеїв після смерті Олександра Македонського в 323 році до нашої ери. Ель-Мардж перейшов під контроль арабського воєначальника Амр ібн аль-Ас в 641 році нашої ери .
У 1842 році в місті побудували османський укріплений форт. Італійці активно брали участь у розвитку міста в 1913-41 роках.
Ель-Мардж був столицею окупованої Великою Британією Киренаїки з 1942 до 1943 року .
21 лютого 1963 року більша частина міста була зруйнована 5,6 бальних землетрусом, у результаті якого загинуло близько 300 осіб і поранено ще 500 . Ель-Мардж було остаточно відновлено тільки в 1970 році.